# Tałaszkinskoje Sielpo
Tałaszkinskoje Sielpo (ros. Талашкинское Сельпо) – wieś (ros. деревня, trb. dieriewnia) w zachodniej Rosji, w osiedlu wiejskim Tałaszkinskoje rejonu smoleńskiego w obwodzie smoleńskim.

## Geografia
Miejscowość położona jest nad rzeką Soż, przy drodze regionalnej 66N-1808 (Tałaszkinskoje Sielpo – Upokoj), przy drodze federalnej R120 (Orzeł – Briańsk – Smoleńsk – Witebsk), 26 km od drogi magistralnej M1 «Białoruś», 0,8 km od centrum administracyjnego osiedla wiejskiego (Tałaszkino), 16,5 km od Smoleńska, 6 km od stacji kolejowej Tyczinino.
W granicach miejscowości znajdują się ulice: Bolszaja Centralnaja, Koopieratiwnaja, Nowyj projezd, Krymskaja, Kurgannaja, Małaja Centralnaja, Nowopolnaja, Noworosławlskaja, Prostornaja, Smolenskaja, Spokojnaja, Sumarokowskaja, Tichaja, Wiesienniaja, Zapolnaja, Zariecznaja, Ziemlanicznyje polany, Ziemskaja.

## Demografia
W 2010 r. miejscowość zamieszkiwało 56 osób.

## Historia
W czasie II wojny światowej od lipca 1941 roku wieś była okupowana przez hitlerowców. Wyzwolenie nastąpiło we wrześniu 1943 roku.